# Heidi Busch
Heidi Busch (* 18. April 1955 in Kitzingen) ist eine deutsche Politikerin und ehemalige Landtagsabgeordnete (CDU).

## Leben
Nach dem Besuch der Volksschule und des Gymnasiums mit dem Abschluss Abitur studierte sie. Von 1979 bis 1982 war sie Lehrerin im Angestelltenverhältnis. Danach nahm sie eine Forschungsarbeit im Auftrag des bayerischen Kultusministeriums an. 1984 war Busch Produktions- und Regieassistentin beim Fernsehen und ab 1985 wissenschaftliche Mitarbeiterin im Deutschen Bundestag.
Seit 1972 ist sie Mitglied der CDU und ist in zahlreichen Gremien vertreten.

## Abgeordnete
Vom 30. Mai 1985 bis zum 30. Mai 1990 und vom 30. November 1990 bis zum 31. Mai 1995 war Busch Mitglied des Landtags des Landes Nordrhein-Westfalen. Sie wurde über die Reserveliste ihrer Partei gewählt und rückte in der elften Wahlperiode über die Reserveliste nach.
Dem Stadtrat der Stadt Köln gehörte sie ab 1989 an. Sie schied aus diesem nach ihrem Einzug in den Landtag wieder aus.